# Elza-Ritchuelle Boukandou
 (février 2025).
Elza-Ritchuelle Boukandou, née à Ndendé, est une avocate gabonaise.

## Biographie
Elza-Ritchuelle Boukandou est née à Ndendé, une ville du sud du Gabon, dans la province de la Ngounié. Juriste de formation, elle est avocate au sein du cabinet Kalmies Avocats et Associés et a représenté le Gabon à des événements comme le Forum International des femmes africaines (FIFAF), celle-ci a d'ailleurs été lauréate du concours femmes noires Inspirantes décerné au Canada en 2019.

### Parcours politique
Elza s'est intéressée très jeune, à la politique. Elle est présidente du Mouvement des Jeunes Upégistes (MJU). Elle est également co-présidente du parti Pour le changement (PLC). 
Le 8 octobre 2023, elle est nommée député de la Transition par décret du Comité de la Transition pour la Restauration des Institutions. Lors du communiqué final du conseil de ministres du 8 mai 2025 elle est nommée secrétaire adjointe du conseil des ministres.